# Thore Idsal Tau
Thore Idsal Tau, född den 22 juni 1909 i Lillesand, död 1981 i Lillesand, var en norsk överste, och motståndsman under andra världskriget. För sina tjänster under kriget har han tilldelats Deltagermedaljen med rosett. Efter kriget tjänstgjorde han bland annat som bataljon- och stabschef vid Tysklandsbrigaden.